# 聖★高校生
『聖★高校生』（せいんとこうこうせい）は、小池田マヤによる日本の4コマ漫画作品。『ヤングキング』（少年画報社）1998年8号より連載。2007年16号から2009年4号までの長期休載を経て2010年9月13日に最終話を迎えた。単行本は全11巻。

## 作品概要
いじめられっ子だった神保聖は、美術講師美園の痴態を目撃してしまったことを切っ掛けに今までの自分から脱却する。聖が様々な女性達と出会い、別れ、傷つき、失敗しながら、その度に変身を繰り返し一人の人間として成長していく様を描く。
4コマ漫画の形式ではあるが、ストーリー性や性描写の強い作品。なお、タイトルの由来は「略すと『せいこう（性交）』になるから」。

## 登場人物
神保聖（じんぼ ひじり）
主人公で当初は高校1年。天然パーマで低めの身長にメガネを掛けている。長年いじめを受けており、あだ名は名前の語感から「ちんぽいじり」。しかしそれに反して自慰行為を知らず、真性包茎という幼さが残る性格だった。性格は陰気だが、美園との出逢いから流れが変わり、髪型をストレートパーマにし、自慰行為に耽り始めて仮性包茎となり、身長も急激に伸びて短期間でイケメンに変貌した。その後、鮎子とラブホテルで半ば強引に交わって童貞喪失したものの、鮎子の表情に傷ついて蒸発し、美園との馴れ合いから女性に対して不信感を抱き、不登校となる。実家を出てホストや同棲など放浪生活を経て、一年遅れで高校を卒業し大学受験を目指す事になる（いわゆるダブり）。極度のストレスなど、事あるごとに変身と言えるほどのイメージチェンジを繰り返す多面性を秘めている。流されやすいタイプでもあり、年上の女性に引っ張られていることが多い。巨乳派で納豆が嫌い。
美園亜由子（みその あゆこ）
聖の高校で美術を担当している非常勤講師。30歳代前半でババシャツを着込んでいるものの端正な容姿と魅惑的な肉体で男子生徒を誘惑し、ふぇらちお（フェラチオ）に及ぶことを日課としている。その現場を度々聖に目撃されたことから縁を持ち、彼が最初に「変身」する切っ掛けを与えることになる（聖の最初の「おかず」でもある）。一見おちゃらけた淫乱教師を演じているが、聖の策略によって他の男子生徒との「現場」を教員に目撃させ、いったん高校を追放されることになる。かつての恋人、高瀬成俊に対するトラウマという深い傷を心の底に抱えており、作品後半では彼の作品を完成させるべく、彼が撮影した女性器の写真と同数の、「男性器がイク時」の写真を撮り続けることになる。
立川鮎子（たちかわ あゆこ）
聖の幼なじみで片思い相手。明るく活発で友人も多く、陸上部のマネージャーを務めている。守と付き合っていて、処女でエッチに興味があるものの二の足を踏んでいた。しかし、体育倉庫で美園にふぇらちおされる聖の性器を目撃したことによる好奇心から、やりたい盛りの聖に連れられたラブホテルで互いに初体験を交わすものの、感情に深い傷が付いてしまい、高校を転校する。
高階守（たかしな まもる）
聖と鮎子の幼なじみ。もともと身長が高くてルックスも良く、気さくな性格。陸上部に所属しており先輩からの受けもいい。聖の理想の存在でもある。鮎子と付き合ってはいるが、清い交際には悶々としたものを抱いており、美園の誘惑に心を揺り動かされている。童貞。大学生の姉がいる。
五月真美子（さつき まみこ）
聖の高校で音楽を担当している非常勤講師。「女の武器」を駆使することに長け、男子生徒からは人気があるが女子生徒からは嫌われている。極度のジャニーズオタクであり、アイドル化した聖に猛烈なアプローチを仕掛ける。特技は手芸で、部屋にはお手製の聖君グッズがあふれ返っている。
鉤本里子（かぎもと さとこ）
陸上部の3年生。聖は気付いていなかったが中学の先輩でもある。かつて辛いいじめを受けて自殺まで考えていた時期があり、いじめを受けても登校し続けた聖に対して憧れの気持ちを持っていた。鮎子に仲介してもらい聖に告白し、晴れて付き合うようになる。実はサディストであり、聖にはマゾヒストとしての素質を見出していた。高校卒業後はチカの店で天職を得る。
泉地圭（いずみち けい）
聖が登校拒否中にやってきた転校生。外見が一時期の聖に酷似していたため注目の的になる。実はゲイであり、転校してきた理由も前の学校で男性教師との関係が露見してしまったため。現役高校生でありながら、新宿2丁目のニューハーフバー「レインボー」でちぃママをしている。偶然鮎子に正体を知られてしまったことから親友となり、偶然出会った聖と恋に落ちてしまう。巨根。
まりあ
ニューハーフバー「レインボー」のママ。当然男性で本名は「剛田仁之助（ごうだ じんのすけ）」。「硬派」なニューハーフを自称しており、性転換手術や豊胸手術などは受けていないが、女性相手には機能しない真性のゲイ。圭の理解者であり、未成年であることを承知で雇っている。体毛が濃いのが悩み。柔道の有段者。
華（はな）
性感ヘルス「少年がホッ!」で働く風俗嬢で年は22歳。家出した聖を拾って養ってくれていた。見た目もスタイルも際立ったものではないが、笑顔と八重歯で石野真子ファンなどの固定客を掴んでいる。過去に弟とただならぬ関係があった節があり、何かにつけて聖と弟を重ねて見ようとする。
みく
華の同僚の風俗嬢。年齢にそぐわない幼い容姿でロリコン趣味の客から人気があるが、自分を幼女の様に扱う男達には内心嫌悪感を抱いているレズビアン。現役女子大生であり、専攻はフランス文学。フランスへの留学費用を稼ぐために水商売をしている。
ジョーヌ・マルチネット・デュヴァイス
同じく風俗嬢。通称「ジュン」。バイセクシャルでみくのパートナー。日本人離れした豊満なボディと美しい容姿を持っているが、ミッション系お嬢様学校の現役女子高生であるという素性を隠すために覆面プレイというマニアックなコースで仕事をしている。酒と音楽を愛するパンク・ロッカーにしてプロレスマニア。日本とフランスのハーフで名家の生まれだが、「ジョーヌ（黄色）」という差別的な名前を与えられるなど辛い幼少時代を送っていた。
姫美（ひめみ）
同じく風俗嬢。物憂げな表情で薄幸オーラを漂わせ客の同情を誘うことを得意とする。上記の3人と合わせて「フェチ4人娘」と呼ばれている。内心は腹黒く、同僚の顧客を奪ったり退職に追い込んだりすることも厭わない（店長からの依頼でもあるが）。ジュンいわく「幸せカップルハカイダー」。親父ギャグを多用しては周囲に引かれるという一面も。
上総（かずさ）
ボーイズバー（ただし営業形態は完全にホストクラブ）「ア・ラ・紅人」の支配人。聖にホストとしての才能を見出し、「聖夜」の源氏名を与える。鋭い眼光と厳しい指導から、ホスト達からは「監督」とあだ名されている。実はドMで、チカの奴隷の1人。推定30歳。
翔（しょう）
「ア・ラ・紅人」のナンバー1ホスト。優雅な立ち居振る舞いと見目麗しい容姿だけでなく、話術、洞察力などにも優れている。小さな店のナンバー1に収まるような器でないことは自他共に認めており、ゆくゆくは自分の店を持ちたいと願っている。
真里（まり）
「ア・ラ・紅人」のナンバー2ホスト。小動物系のかわいさで人気を博しているが内心はしたたかで、店で禁止されている枕営業などで客を集めている。あだ名は「あみん」。ジュンに好意を抱いているため、彼女のヒモである聖のことを良く思っていない。
壱村龍人（いちむら たつと）
美園の旧友で通称「龍人（りゅうじん）」。歌舞伎町で「リュージンバー」のマスターをしている。顔の傷、鋭い眼光とサングラス、体中の入れ墨など、カタギとは程遠い外見と雰囲気を持つ。気に入らない客をぞんざいに追い返すなど性格も荒っぽいが面倒見は良く、頼れる兄貴といった風体で男女問わず人を惹きつける。美園の自棄的な生き方に心を痛めている。
遠藤チカ（えんどう チカ）
美園の昔からの親友で龍人とも交友がある。幼少の頃サディストである叔父に奴隷の様に扱われていたが、自身も真性のサディストであり後に叔父を屈服させている。現在はSMクラブを経営している。美園に立ち直って欲しいと思ってはいるものの説得でそれをなすことは半ば諦めており、聖の存在が美園の救いになることを願っている。
木下伸二（きのした しんじ）
留年した聖のクラスメート。自称「学年一のイケメン」だが童貞。復学した聖に対抗意識を燃やしていたが、やがてつるむようになる。モテる聖のおこぼれを頂戴しようと目論んでいる。
中林和美（なかばやし かずみ）
留年した聖のクラスメート。飼育係でありウサギの世話をしている。転校が決まったことから、初恋の相手である聖に告白し一夜を共にする。
神城みづか（かみしろ）
聖の下級生で高校1年生。ひきこもりであるため留年しており、年齢的にも聖のひとつ下。隣家に住む恋人にあてつけるため、夜な夜な違う男を引っ張り込んであえぎ声を聞かせていた。当て馬として連れ込んだ聖との行為中、業を煮やした恋人が乱入。その場でプロポーズを受け、結婚の約束をする。
御厨爽子（みくりや そうこ）
聖の元クラスメートで、留年した聖から見て上級生にあたる。女子高生でありながらプロの漫画家で、ジャンルは「BLオラオラ系」。ペンネームは「葉芥子杉子（はげし すぎこ）」。肥満体型であるため男性とは縁がなく、自分の描く男性像や性行為にリアリティがないことを気にしている。取材のために聖にモデルの依頼をする。
土屋聖子（つちや せいこ）
留年した聖の同級生。軽音楽部所属。ペロッと舌を出す笑い方が特徴的で、あだ名は「ペコちゃん」。ライブで出会ったジュンに憧れを抱いており、彼女のようにパンクに生きることを目標にしている。聖の持つ反体制な雰囲気に興味を持ちアプローチしてくる。
加藤鷹男（かとう たかお）
ペコの隣家に住む幼なじみで、ジャンルは違うが音楽仲間。ペコと付き合っていたが、聖の登場により振られてしまう。ペコからは「加藤鷹」と呼ばれている。
高瀬成俊（たかせ なるとし）
美園の美大時代の恋人。美大では龍人の後輩で、美園とチカの先輩であった。ロンドンで個展を開催するなど国内外から高い評価を得ており、女性の身体を題材にした攻撃性の高いコンセプチュアル・アート作品を作っている。母子感染によるHIVキャリアであり、このことは彼の作品性に大きな影響を与えた。美園と口論になった直後の交通事故で死亡し、ライフワークであった作品の完成はかねてからの遺言どおりに美園に引き継がれることになった。

## コミックス
小池田マヤ『聖★高校生』 少年画報社〈ヤングキングコミックス〉全11巻
1. 聖★高校生 1巻 1999年5月発行 ISBN 4-7859-1915-9
2. 聖★高校生 2巻 2000年4月発行 ISBN 4-7859-1988-4
3. 聖★高校生 3巻 2000年12月発行 ISBN 4-7859-2050-5
4. 聖★高校生 4巻 2001年7月発行 ISBN 4-7859-2107-2
5. 聖★高校生 5巻 2002年8月発行 ISBN 4-7859-2218-4
6. 聖★高校生 6巻 2004年4月発行 ISBN 4-7859-2412-8
7. 聖★高校生 7巻 2004年7月発行 ISBN 4-7859-2447-0
8. 聖★高校生 8巻 2005年7月発行 ISBN 4-7859-2553-1
9. 聖★高校生 9巻 2006年9月発行 ISBN 4-7859-2685-6
10. 聖★高校生 10巻 2010年2月発行 ISBN 978-4-7859-3315-9
11. 聖★高校生 11巻 2010年12月発行 ISBN 978-4-7859-3524-5

### 表紙
単行本の表紙は美園の裸体と聖の組み合わせで全巻統一されている。また、美園は版画の原版という形で表現されており、作者はこの手法を「版画におけるタブーである」と述べている。

### コラム
幕間にはコラムが書き下ろされており、タイトルは「○○魂」（○○には回ごとのテーマが入る）。内容は様々だが、性に対する作者の見解や自身の性癖の話題が多い。

### 次巻予告
表紙カバーの折り返しに次巻の展開を4コマで予告しているが、作者の予想よりも長期連載になっており、結果次巻の展開が前巻の予告まで追いついていない場合が多い。